# Asawiec (stacja kolejowa)
Asawiec (biał. Асавец; ros. Осовец) – stacja kolejowa w pobliżu miejscowości Cińkau, w rejonie krzyczewskim, w obwodzie mohylewskim, na Białorusi. Położona jest na linii Osipowicze – Mohylew – Krzyczew.
Nazwa pochodzi od oddalonej o 5,4 km miejscowości Asawiec.